# Val-des-Sources
Val-des-Sources is een kleine stad (ville) in de Canadese provincie Québec, op zo’n 150 km ten oosten van Montréal. In 2021 kende het dorp 7.021 inwoners. De totale oppervlakte is 29,67 vierkante kilometer. Naast Val-des-Sources ligt een van de grootste asbestmijnen ter wereld. In 2012 is besloten om de mijn te sluiten om zo de gezondheidsrisico's te laten afnemen.
Het dorp had aanvankelijk, naar de asbestwinning in dagbouw die er plaatsvond, de naam Asbestos. In de loop der jaren, nadat de gevaren van asbest wijd en zijd duidelijk waren geworden, groeide echter het besef dat deze naam voor onder andere een slecht imago en investeringsklimaat zou zorgen, waardoor er jaren werd nagedacht over een nieuwe naam. Op 19 oktober 2020 viel na lang beraad en een volksraadpleging het besluit om het dorp de naam Val-des-Sources (Frans voor Vallei der Bronnen) te geven. Deze naam werd op 17 december dat jaar officieel.

## Economie

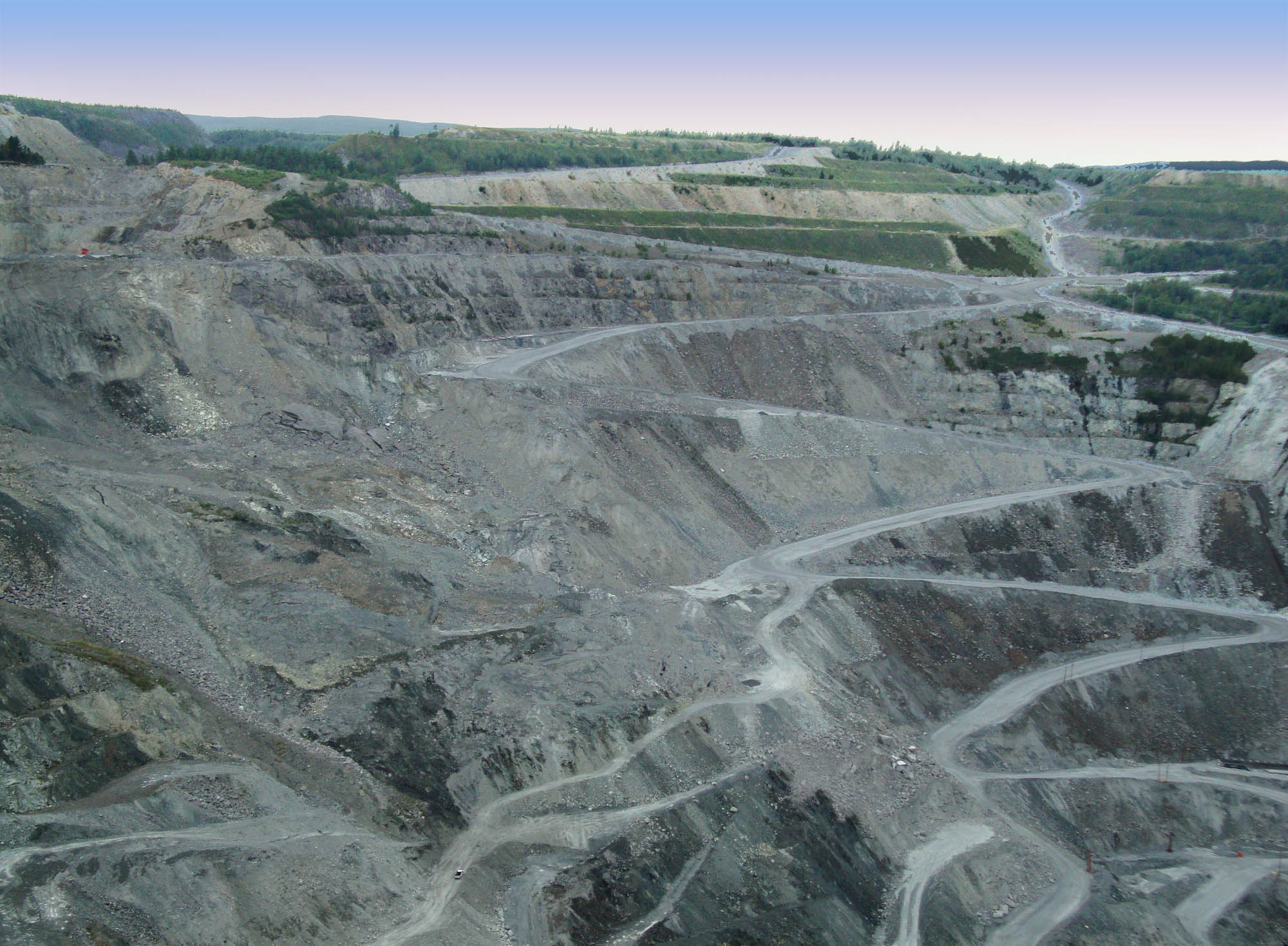
Asbestmijn in Val-des-Sources

Mijnbouw, de asbestfabriek en een magnesiumfabriek namen in Asbestos een groot deel van de inkomsten en werkgelegenheid voor hun rekening, tot ze gesloten werden. In het begin van de 20e eeuw was Canada met 85% van de wereldwijde export van asbest marktleider. Tijdens de Tweede Wereldoorlog werden de mijnen gevorderd voor oorlogsproductie. In 2006 bedroeg de totale asbestexport in Canada nog 290.000 ton, 21% van de wereldproductie. In 2018 werd de wetgeving zover aangepast, dat de productie van asbest in het land nagenoeg stil kwam te liggen. Sindsdien werd er dan ook gewerkt aan modernisering van het economisch bestel. Er is een initiatief opgestart, om de afvalbergen van de asbestmijnen te hergebruiken voor de winning van magnesium, waar dit mijnafval ten dele uit bestaat. Milieuactivisten vrezen echter, dat bij deze hernieuwde winning ook weer asbestdeeltjes uit de terrils van de mijnen worden verspreid.

## Natuur
Het graven van de asbestmijn kende grote effecten op het landschap van Asbestos. Voor het graven was het nodig om een groot aantal bomen te kappen en akkerlanden te ontdoen van gewassen. Ook de stof die vrijkomt bij de productie van asbest is schadelijk voor mens en omgeving. Door asbeststof stijgt de pH-waarde in de grond, waardoor het ook van invloed is op het wortelsysteem van planten. De plantensoorten die niet tegen de effecten van het asbeststof kunnen zijn verdwenen, de planten die hier wel tegen bestand zijn hebben het ecosysteem overgenomen. Sinds de sluiting van de mijn is er weer vegetatie te vinden op de hellingen van de mijnen. De gewijzigde bodemsamenstelling en chemische verontreiniging in het gebied, zorgt ervoor dat het voor de verdwenen soorten vegetatie nauwelijks mogelijk is om te herstellen. De diepe dagbouwgroeven van de voormalige asbestmijn Jeffrey  zijn ten dele onder water gelopen. In 2021 waren er plannen, om het zo ontstane meer voor watersportrecreatie vrij te geven. Dit ondanks het in Canada zelf niet gemeten risico, dat nog sporen van asbest in het milieu aanwezig kunnen zijn.

## Staking
Vanaf februari 1949 kende de regio van Asbestos een weken durende staking van de kompels, in een poging hogere lonen af te dwingen. De staking begon vreedzaam maar kende na verloop van tijd veel geweld. Nadat de staking in mei 1949 was neergeslagen werd er overleg gevoerd om de arbeidsomstandigheden van de mijnwerkers te verbeteren.